# Bolidi sull'asfalto - A tutta birra!
Bolidi sull'asfalto - A tutta birra! è un film del 1970 diretto da Bruno Corbucci.
Il film, ambientato nel mondo delle corse motociclistiche, ha come protagonista il pluricampione del mondo Giacomo Agostini. Sono comprese nel film numerose sequenze girate nei circuiti di Vallelunga, di Modena, di Riccione e del Nürburgring, con la partecipazione di piloti professionisti come Renzo Pasolini, Angelo Bergamonti, Silvio Grassetti e altri.

## Curiosità
Uno degli aiuto-registi di Corbucci nel film fu Federico Urban poi giornalista e telecronista del motociclismo sulla Rai.